# Ангаро-Ленський артезіанський басейн
Ангаро-Ленський артезіанський басейн — розташований на Азійській частині території РФ і приурочений до південного виступу Сибірської платформи.
Площа близько 520 тис. км². Основні водоносні комплекси: кембрійський, ордовикський, силурійський, девонський, кам'яновугільний, пермський, тріасовий та юрський. Всі вони складені переважно карбонатними та теригенними породами. Юрські відклади виконують Іркутську, Канську, Мурську та ряд дрібніших западин, які утворюють самостійні малі артезіанські басейни. Найбільш водоносні пісковики та вапняки. Живлення підземних вод басейну — за рахунок інфільтрації атмосферних опадів, поглинання річних вод, конденсації вологи з повітря.
Для басейну характерна вертикальна зональність у зміні хімічного складу підземних вод. Згори донизу виділяють такі зони: гідрокарбонатних магнієво-кальцієвих та кальцієво-магнієвих прісних вод; гідрокарбонатних натрієвих слабкомінералізованих вод; сульфатних кальцієвих солонуватих вод; хлоридних натрієвих, кальцієво-натрієвих і кальцієвих від міцних до гранично насичених розсолів (150–600 г/л); хлоридних головним чином кальцієвих та натрієво-кальцієвих розсолів (від 290–350 до 500 г/л).
Температура глибоких підземних вод басейну 20–50 (75) °C. Експлуатаційні запаси підземних вод для добре вивченої півд. частини басейну (площа 231,5 тис. км²) — 209 м³/с. З цих запасів для водопостачання використовують тільки близько 1 %. Солоні води і розсоли південної частини басейну використовуються для отримання хлористого натрію, брому, калію, магнію та ін. елементів.